# Pop'n'gum
Pop'n'gum è il secondo album in studio del gruppo musicale power pop francese Superbus, pubblicato nel 2004.

## Tracce
1. Radio Song – 2:24
2. Pop'n'Gum – 2:15
3. Des Hauts, Des Bas – 2:24
4. Sunshine – 3:23
5. C'est Pas Comme Ca – 2:35
6. Little Hily – 3:04
7. Petit Detail – 3:02
8. Sex Baby Sex – 2:42
9. Beggin' Me To Stay – 2:19
10. Tu Respires – 3:45
11. Taboo – 2:50
12. Girl – 3:11